# La Chérie de Jupiter
Pour l'album musical du groupe Heart, voir Jupiter's Darling.
Pour plus de détails, voir Fiche technique et Distribution.
La Chérie de Jupiter (Jupiter’s Darling) est un film américain musical en CinemaScope réalisé par George Sidney, sorti en 1955.
Il est librement inspiré d’un épisode de l’histoire romaine.

## Synopsis
Nous sommes en 216 av. J.-C. Après avoir anéanti les légions romaines, le général carthaginois Hannibal marche sur Rome à la tête de son armée, tandis qu’à Rome même, le dictateur Fabius Maximus espère enfin se marier à la belle et indépendante Amythis, sa fiancée depuis sept ans.

## Fiche technique
- Titre français : La Chérie de Jupiter
- Titre original : Jupiter’s Darling
- Réalisation : George Sidney
- Scénario : Dorothy Kingsley, d’après la pièce de Robert E. Sherwood, Road to Rome
- Musique : Burton Lane
- Lyrics : Harold Adamson
- Chorégraphie : Hermes Pan
- Direction artistique : Cedric Gibbons et Urie McCleary
- Décors de plateau : Edwin B. Willis et Hugh Hunt
- Costumes : Helen Rose et Walter Plunkett
- Photographie : Charles Rosher, Paul Vogel
- Montage : Ralph E. Winters
- Producteur : George Wells
- Société de production et de distribution : MGM
- Pays de production :  États-Unis
- Langue d'origine : anglais américain
- Format : couleur (Eastmancolor) — 35 mm — 2,55:1 (CinemaScope) — son : Perspecta stéréo (Western Electric Sound System)
- Genre : aventure, comédie romantique, film musical
Fantastique
- Durée : 95 min
- Dates de sortie :
  - États-Unis : 18 février 1955
  - France : 15 juin 1960

## Distribution
- Esther Williams : Amythis, fiancée de Fabius Maximus
- Jo Ann Greer : Amythis (chant)
- George Sanders : Fabius Maximus, dictateur romain
- Howard Keel : Hannibal
- Marge Champion : Meta, esclave d’Amythis
- Gower Champion : Varius, prisonnier carthaginois, esclave d’Amythis et de Meta
- Richard Haydn : Horatio, chroniqueur
- Norma Varden : Fabia, mère de Fabius
- William Demarest : Mago, officier d’Hannibal
- Douglass Dumbrille : Scipio
- Johny Olszewski (en) : statue sous-marine
- Henry Corden : Carthalo, l'officier d'Hannibal
- Martha Wentworth : la veuve Titus
- Michael Ansara : Maharbal
- Richard Hale : commissaire-priseur (non crédité)

## Autour du film
- La Chérie de Jupiter fut le dernier film tourné par Esther Williams pour la MGM.
- Les personnages de Hannibal et du dictateur Fabius Maximus ont existé, mais avec un rapport assez lointain avec ceux du film.
- D'autres comédies musicales ont été situées à l'époque romaine : Le Forum en folie et The Boys from Syracuse